# Transponder
En transponder er et stykke elektronisk udstyr der, når den modtager et indgående kodet signal (såsom radio), svarer tilbage med et signal.
Navnet er en sammentrækning af transmitter og responder, altså sender og svarer, reagerer.

## Luftfart
I flyvemaskiner sidder en transponder i IFF/SIF – kredsløbet (Identification Friend or Foe/Selective Identification Feature). Når en radarstråle fra lufttrafikkontrollens (ATC) radar 'rammer' flyet, sendes der samtidig et spørgsmål via en sekundær antenne. Dette opfanges af transponderen i flyet, og denne svarer tilbage med oplysninger om identitet, heading (kurs), flyvehøjde m.m.
Inden for flynavigationen findes transponderne også. F.eks. virker en TACANstation (TACtic Air Navigation) også som transponder, idet den på sin specielle frekvens modtager et særligt radiosignal fra flyet. Den sender det retur efter 50 mikrosekunder, og flyets TACAN-computer kan så trække de 50 mikrosekunder fra tiden mellem spørgepuls og svarpuls, dele med 2 og derpå regne afstanden til TACAN-stationen ud.